# Bettoncourt-le-Haut
Pour l’article homonyme, voir Bettoncourt.
Bettoncourt-le-Haut est une ancienne commune française du département de la Haute-Marne en région Grand Est.

## Géographie
Le village est traversé par la route D156.

## Histoire
En 1789, Bettoncourt dépend de la province de Champagne dans le bailliage de Chaumont, la prévôté d'Andelot et la châtellenie de Joinville.
Le 9 juin 1972, la commune de Bettoncourt-le-Haut est rattachée à celle d'Épizon sous le régime de la fusion-association. Le 28 février 2013, Bettoncourt-le-Haut perd son statut de commune associée.

## Politique et administration
| Période                                  | Période | Identité         | Étiquette | Qualité |
| ---------------------------------------- | ------- | ---------------- | --------- | ------- |
| ?                                        | 2013    | Laurence QUENTIN |           |         |
| Les données manquantes sont à compléter. |         |                  |           |         |

## Démographie
| 1793 | 1800 | 1806 | 1821 | 1831 | 1836 | 1841 | 1846 | 1856 |
| ---- | ---- | ---- | ---- | ---- | ---- | ---- | ---- | ---- |
| 148  | 168  | 170  | 174  | 150  | 160  | 162  | 167  | 147  |

| 1866 | 1872 | 1876 | 1881 | 1886 | 1891 | 1896 | 1901 | 1906 |
| ---- | ---- | ---- | ---- | ---- | ---- | ---- | ---- | ---- |
| 146  | 131  | 124  | 122  | 116  | 121  | 98   | 79   | 77   |

| 1911 | 1921 | 1926 | 1931 | 1936 | 1946 | 1954 | 1962 | 1968 |
| ---- | ---- | ---- | ---- | ---- | ---- | ---- | ---- | ---- |
| 69   | 80   | 70   | 67   | 63   | 49   | 65   | 61   | 67   |

## Lieux et monuments
- Église Saint-Rémy, son chœur date du XVIe siècle